# Мъж под прицел
„Мъж под прицел“ (на английски: Man on Fire) е екшън трилър от 2004 г. на режисьора Тони Скот, по сценарий на Браян Хеджеланд, адаптация на едноименния роман на Ей Джи Куинъл от 1980 г. Във филма участват Дензъл Уошингтън, Дакота Фанинг, Кристофър Уокън, Джанкарло Джанини, Рада Мичъл, Марк Антъни, Рейчъл Тикотин и Мики Рурк.

## Български дублаж
| Преводач            | Пламен Узунов                                                                              |
| Редактор            | Милена Павлова                                                                             |
| Тонрежисьор         | Галина Наумова                                                                             |
| Режисьор на дублажа | Чавдар Монов                                                                               |
| Озвучаващи артисти  | Даниела Горанова Десислава Знаменова Николай Николов Владимир Колев Георги Георгиев – Гого |